# Nachtjagdgeschwader 6
6-та нічна винищувальна ескадра (нім. Nachtjagdgeschwader 6 (NJG 6) —  нічна винищувальна ескадра Люфтваффе Другої світової війни. NJG 6 було сформовано у травні 1943 року.

## Начальники
- Майор Фріц Шаффер, 10 серпня 1943 – 8 лютого 1944[1]
- Майор Генріх Волерс, 9 лютого 1944 – 15 березня 1944[1]
- Майор Гайнц фон Рікен, 16 березня 1944 – 14 квітня 1944[1]
- Майор Генріх Грізе, 15 квітня 1944 – 12 вересня 1944[1]
- Оберстлейтенант Герберт Лютьє, 13 вересня 1944 – 8 травня 1945[1]

## Прімитки
1. 1 2 3 4 5  Aders 1978, p. 230.